# Myrbjörnmossa
Myrbjörnmossa (Polytrichum strictum) är en bladmossart som beskrevs av Archibald Menzies och Bridel 1801. Enligt Catalogue of Life ingår Myrbjörnmossa i släktet björnmossor och familjen Polytrichaceae, men enligt Dyntaxa är tillhörigheten istället släktet björnmossor och familjen Polytrichaceae. Arten är reproducerande i Sverige. Inga underarter finns listade i Catalogue of Life.

## Bildgalleri

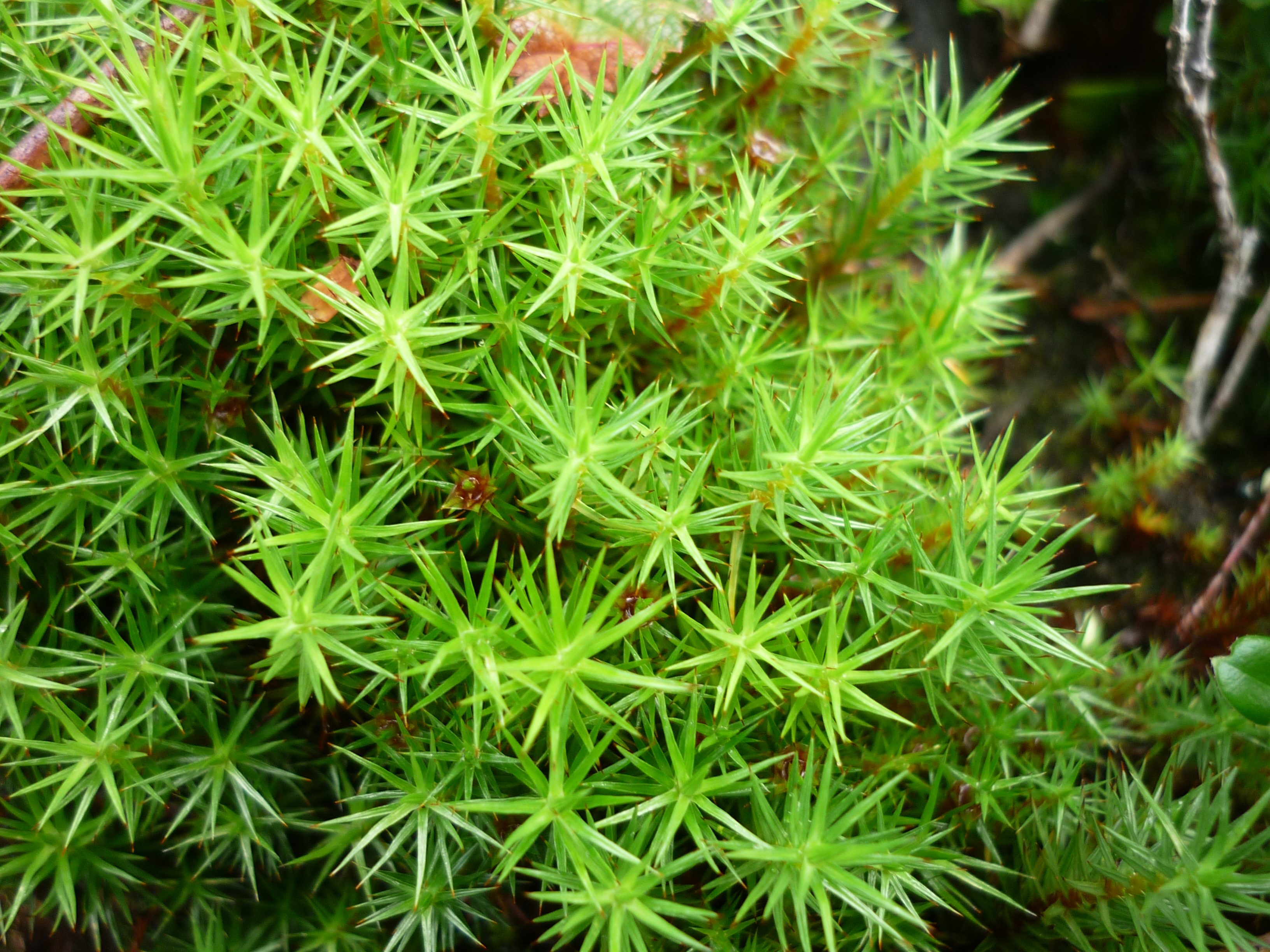